# Matty
Matty is een plaats (község) en gemeente in het Hongaarse comitaat Baranya. Matty telt 383 inwoners (2001).